# Szlif rozetowy

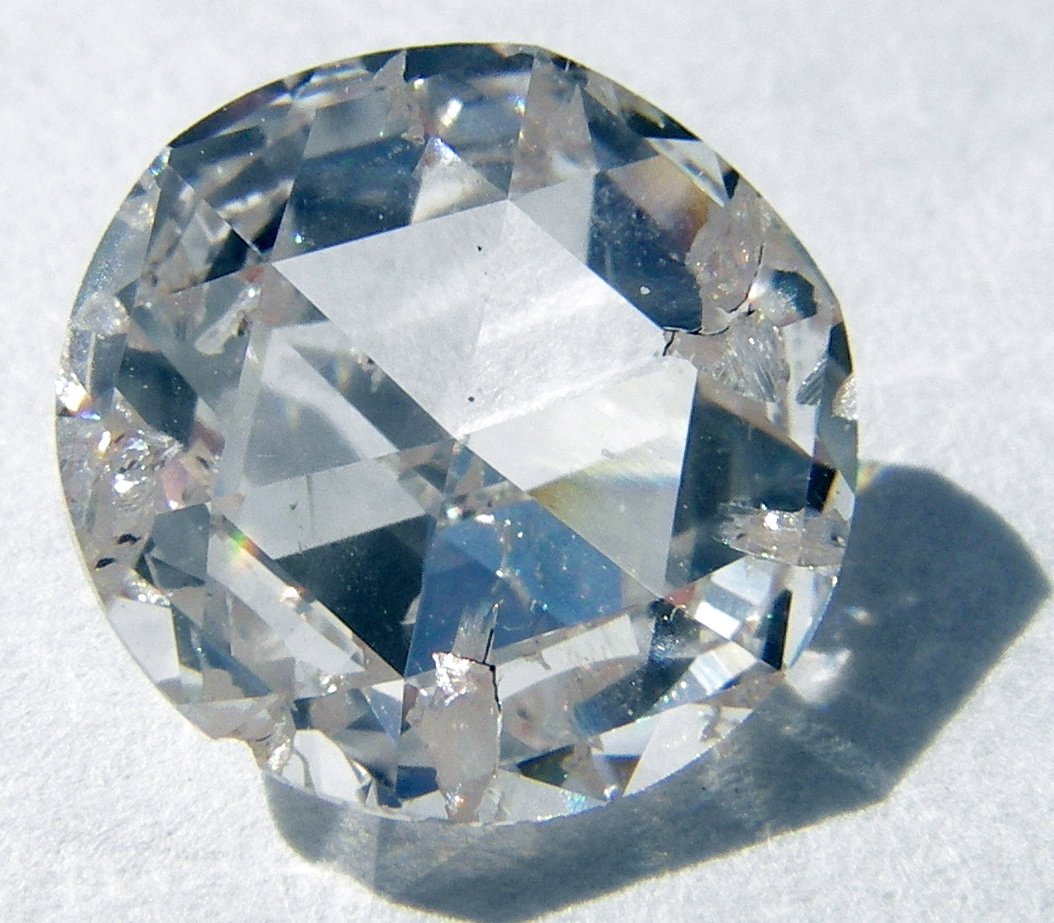
Diament syntetyczny ze szlifem rozetowym

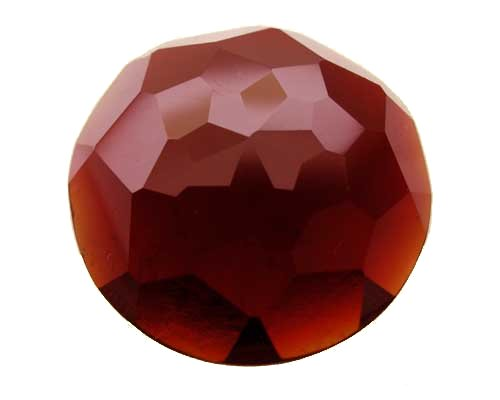
Granat ze szlifem rozetowym

Szlif rozetowy – rodzaj szlifu jubilerskiego, pierwsza forma szlifu fasetkowego, tj. z płaskimi fasetami.
Nazwa pochodzi od róży i wynika z podobieństwa w rozmieszczeniu faset w kamieniu do płatków dobrze rozwiniętej róży. Kamienie o tym szlifie mają fasetowaną tylko część górną. 
Szlify rozetowe charakteryzują się koroną bez tafli i płaską podstawą (część dolna stanowi płasko oszlifowaną bazę). Rondysta jest okrągła lub wieloboczna. Ściany mają kształt trójkątów lub trapezów. Część górna ma kształt piramidy z trójkątnymi fasetami schodzącymi się pod mniejszym lub większym kątem na szczycie kamienia.
Wyróżnia się szlify:
- półrozeta - składa się ze ścian trójkątnych: 6 brzeżnych, 6 środkowych i 6 szczytowych.
- rozeta - składa się z 6 brzeżnych ścian kształtu trapezowego i 6 trójkątnych ścian szczytowych.
- rozeta podwójna - składa się ze ścian trójkątnych: 12 brzeżnych, 6 środkowych i 6 szczytowych.